# Luisa Huertas
Luisa Huertas (San Salvador, 24 de junio de 1951) es una primera actriz salvadoreña-mexicana, con más de 40 años de trayectoria artística.

## Biografía
Luisa Huertas se formó en la Escuela de Arte Teatral del INBA y en el Centro Universitario de Teatro CUT-UNAM. Su padre era un refugiado español, catedrático en Literatura y Ciencias Sociales y su madre, gerente empresarial originaria de México. Debutó como actriz a principios de la década de los 70, en la película Tómalo como quieras, y en 1975 se trasladó a California. Se hizo conocida durante la misma década por su recordado personaje "Rosita" en la serie infantil Plaza Sésamo. Después pasó a las telenovelas, debutando en Viviana producida por Valentín Pimstein. A partir de allí su carrera fue ascendiendo hasta convertirse en una de las actrices más talentosas del cine, teatro y televisión, participando en las películas Historias violentas, El imperio de la fortuna, Mentiras piadosas, Principio y fin, Hasta morir, Cuentos de hadas para dormir cocodrilos y El crimen del padre Amaro, por nombrar algunas. En total, fue nominada cuatro veces para el Ariel, en las películas Mentiras piadosas, Principio y fin, Un embrujo y La mitad del mundo. Ganó su primera nominación por la película Mentiras piadosas en la categoría de Mejor Actriz de Cuadro.
Ha destacado de igual manera en televisión, participando en telenovelas como Dulce desafío, La fuerza del amor, Yo no creo en los hombres y Gotita de amor, entre otras. 
Ha participado en más de 75 obras de teatro, siendo galardonada por sus actuaciones en las obras Marta la piadosa, Antígona y La Celestina.
Es miembro fundadora de la Academia Mexicana de Arte Teatral, miembro del Consejo Asesor del CUT de la UNAM y miembro estable del elenco de la Compañía Nacional de Teatro.

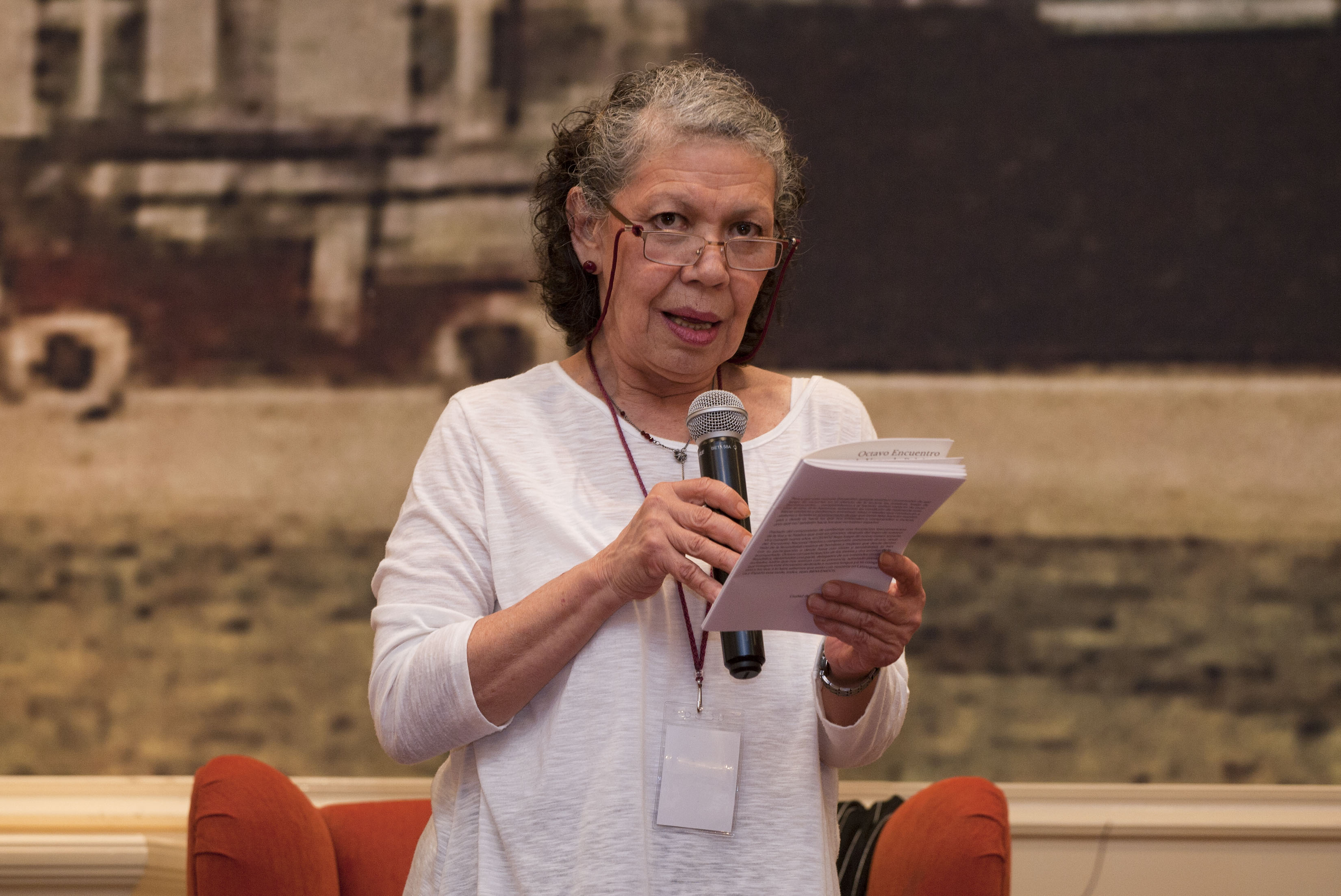
Evento del Centro de Estudios para el Uso de la Voz en 2015.

Además de su carrera como actriz, también se ha dedicado a la docencia, impartiendo clases en el CUT y el Foro Contemporáneo. Es cofundadora y actual directora general del CEUVOZ (Centro de Estudios para el Uso de la Voz) por el que frecuentemente imparte talleres en el interior de la República y en el extranjero.
En lo personal, fue compañera sentimental del destacado actor y director Miguel Córcega por 25 años, hasta la muerte de él en septiembre de 2008.
En 2017 recibió el premio de la Asociación de Periodistas de Teatro a la mejor actriz por El diccionario. En 2018 recibió el premio Metropolitano de Teatro (Los Metro) como mejor actriz por El diccionario. En 2018 se le dedica como homenaje el VI Encuentro Teatral Trigarante en Iguala, Guerrero. 
En 2020 al celebrar 50 años de carrera profesional como actriz, fue nombrada Patrimonio Cultural Vivo de la Ciudad de México por la doctora Claudia Sheinbaum, Jefa de Gobierno de la capital.

## Filmografía

### Películas
- No nos moverán (2025) ... Socorro
- El candidato honesto (2024) ... Abue Toña
- Cosas imposibles (2021) ... Eugenia
- Amor a primera visa (2013)
- El lenguaje de los machetes (2011)
- De la infancia (2010) .... Vecina
- La mitad del mundo (2009) .... Graciana
- Nebraska (2009). Cortometraje.
- Párpados azules (2007) .... Mercedes
- KM 31: Kilómetro 31 (2006) .... Anciana
- Rencor (2005)
- El crimen del padre Amaro (2002) .... Dionisia
- Cuentos de hadas para dormir cocodrilos (2002) .... Vecina Isabel
- Demasiado amor (2002) .... Vendedora de flores
- Sofía (2000) .... Isabel
- Beat (2000) .... María
- Un embrujo (1998) .... María
- La máscara del Zorro (1998) .... Nanny
- McHales's Navy (1997) .... Enfermera
- Los vuelcos del corazón (1996)
- The Arrival (1996) .... Mujer de seguridad
- The Juror (1996) ... Agente vendedora de autos
- En las manos de Dios (1996)
- Sin remitente (1995) .... Teresita de Jesús
- Hasta morir (1994) .... Mujer en la tienda
- Principio y fin (1993) .... Isabel
- Cita en el paraíso (1992) .... Mujer en el hotel
- Portal de Sotavento (1990)
- Mentiras piadosas (1989) .... Pilar
- El costo de la vida (1989)
- José, hijo del hombre (1989)
- La divina providencia (1988)
- El imperio de la fortuna (1986) .... Campesina
- Historias violentas (1985)
- Circunstancias (1983)
- Laudate pueri (1983). Cortometraje.
- Juventud divino tesoro (1980)
- Tómalo como quieras (1971)

### Telenovelas
- Gitanas (2004) .... Mamá Pasca
- Cara o cruz (2002) .... Julia
- El diario de Daniela (1998)
- Gotita de amor (1998) .... Hermana Cándida
- Rencor apasionado (1998) .... Felicitas
- Volver a empezar (1994) .... Magda
- Al filo de la muerte (1991) .... Liliana
- Yo no creo en los hombres (1991) .... Josefa Silva (Villana)
- La fuerza del amor (1990) .... Mercedes
- Carrusel (1989)...La maestra Gloria
- Dulce desafío (1988) .... Herminia Vargas
- El rincón de los prodigios (1988) .... Lucrecia
- Martín Garatuza (1986)
- El ángel caído (1985) .... Lic. Medina
- Viviana (1977) .... Eloísa (Villana)
- La venganza (1977)

### Series de TV
- Tengo que morir todas las noches (2024) .... Jovita
- La casa de las flores (2020) .... Silvia López “La Chiva”
- El Chema (2016) ....Doña Nelly
- Kipatla: para tratarnos igual (2014)
- A cada quien su santo (2011)
- Lo que callamos las mujeres (2011)
- Capadocia (2008) .... Doña Magos
- Mujer, casos de la vida real (1997-2001) (2 episodios)
- Madame le consul (1997) .... María
- Plaza Sésamo (1972-1973) .... Rosita
- Diablero (2018) .... Diablera

## Teatro
- La Malinche
- El viaje superficial
- El caballero de Olmedo
- La mujer que cayó del cielo
- El ogrito
- Desazón
- Salvador
- Susana y los jóvenes
- Inussia la mujer foca
- La Celestina
- Antígona
- Ni el sol ni la muerte pueden mirarse de frente
- Edipo en Colofón
- Ser, es ser visto
- El trueno dorado
- Marta la piadosa
- "El diccionario"
- "El círculo de cal"
- "Me enseñaste a querer"
- "Mr. Butterfly"

## Reconocimientos

### Premios Ariel
| Año  | Categoría                   | Película           | Resultado |
| ---- | --------------------------- | ------------------ | --------- |
| 2011 | Mejor Co-actuación Femenina | La mitad del mundo | Nominada  |
| 1999 | Mejor Co-actuación Femenina | Un embrujo         | Nominada  |
| 1994 | Mejor Co-actuación Femenina | Principio y fin    | Nominada  |
| 1989 | Mejor Actriz de Cuadro      | Mentiras piadosas  | Ganadora  |

### Premios de teatro
- Mejor Actriz por Marta la piadosa otorgado por el Festival de los Siglos de Oro del Chamizal (Texas, 1986).
- Mejor Actriz por Antígona otorgado por la Asociación Mexicana de Críticos Teatrales (1998).
- Premio Bravo a la Mejor Actriz por La Celestina (2000).
- Mejor actuación femenina principal en una obra por El diccionario otorgado por La Academia Metropolitana de Teatro (2019).